# Biblija danas
Biblija danas, hrvatski katolički teološki časopis. 

## Povijest
Prvi je broj izašao 1996. godine. Izlazio je časopis Instituta za biblijski pastoral Katoličkog bogoslovnog fakulteta Sveučilišta u Zagrebu, časopis Hrvatskog katoličkog biblijskog djela i Biblijskoga instituta Katoličkog bogoslovnog fakulteta. Urednici su bili Tadej Vojnović, Mario Cifrak i Đurica Pardon.

## Vanjske poveznice
- Kršćanska sadašnjost Biblija danas